# Timestretching
Il Timestretching, Time Stretching, Timescaling oppure il Pitch Control è un processo audio che riguarda il cambio di velocità o della durata di un segnale audio senza che tale effetto influenzi la sua intonazione.
Viene usato principalmente nella musica elettronica e nel missaggio per alterare i campioni audio. È usata anche dai musicisti che desiderino analizzare un passaggio musicale veloce riproducendolo più lentamente, mantenendo inalterata l'intonazione delle note suonate.
La funzione è presente sia su dispositivi hardware che software. Apparve inizialmente nei lettori MP3 sul Nomad Jukebox della Creative Labs. A livello hardware, l'operazione di Timestretching utilizza un DSP (Digital Signal Processor) integrato nella scheda madre del lettore MP3. Sovente c'è la possibilità di scelta tra diverse velocità di riproduzione, sia maggiori che minori della velocità originale.
Il Timestretching compare a volte sotto la dicitura "playback speed control". In questo caso non si tratta di un vero Timestretching, che invece altera sia la velocità che l'intonazione del brano.
Il Timestretching viene spesso utilizzato nei messaggi pubblicitari radiofonici o televisivi, per conferire loro la durata esatta di 30 o 60 secondi, ad esempio.
Un altro utilizzo in campo cinematografico è nella trasposizione di contenuti sonori nel passaggio della pellicola dai 30 fotogrammi al secondo propri del formato NTSC, ai 25 fotogrammi al secondo dello standard PAL.
Un altro utilizzo del Timestretching è nei libri sonori, o Ebook. Il rallentamento della lettura di tali libri aumenta di molto la comprensione o l'apprendimento delle lingue straniere.
Mentre si paventa la possibilità di accelerare, senza considerare la riduzione della comprensione di un contenuto, Herb Friedman afferma che: "Gli esperimenti hanno dimostrato come il cervello umano lavori molto efficientemente se la velocità di transito delle informazioni che giungono all'orecchio si aggira intorno alle 200-300 ppm (parole al minuto), e ancora di più se la velocità media è nelle vicinanze delle 100-150 ppm.
L'aumento della velocità audio è in questo caso visto come equivalente di "aumento di velocità di lettura".